# Betsy Kjelsberg
Betzy Alexandra Kjelsberg (1 de novembre de 1866 – 3 d'octubre de 1950), nascuda amb el nom de Betzy Aleksandra Børresen, va ser una política noruega del Partit Liberal noruec: fou la primera dona a formar part del comitè, la primera dona noruega inspectora industrial des del 1910 fins al 1936, i membre del moviment feminista.

## Biografia
Kjelsberg va néixer a Svelvik, Vestfold. El seu pare era noruec i la seva mare escocesa. Un cop son pare va morir, la família es va traslladar a Drammen, on la mare de Betzy es va casar amb un mercader del poble. Això no obstant, va haver de tancar la botiga, i la família va haver de traslladar-se a Christiania (avui la ciutat rep el nom d'Oslo). Allà, va començar l'examen d'ingrés a la universitat, i fou una de les primeres dones a Noruega a iniciar-lo, però no el va poder acabar per culpa de l'economia familiar. Es va enamorar d'Oluf Fredrik Kjelsberg, un jurista, amb qui va tenir sis fills. Kjelsberg és la besàvia de Siv Jensen, líder del Partit del Progrés.
El 1883, va fundar el grup de debat Skuld. Kjelsberg també va crear les organitzacionas Kvinnelig Handelsstands forening (1894), Drammen Kvinnesaksforening (1896), amb les seves pròpies escoles de mestresses de casa, Salud Pública de Drammen (1899) i el Consell de Dones de Drammen (1903). Va ser cofundadora de l'Associació Noruega pels Drets de les Dones (1884), i l'Associació Nacional pel Sufragi Femení (1885), i també en va formar part. Més tard, va arribar a ser presidenta del Consell Nacional Noruec de Dones (1904). Des del 1926 fins al 1938, va ser vicepresidenta del Consell Internacional de Dones.